# Attentat de Kidal du 26 février 2013
Pour les articles homonymes, voir Attentat de Kidal.
L'attentat de Kidal du 26 février 2013 se déroule lors de la guerre du Mali.

## Déroulement
En février 2013, la ville de Kidal est contrôlée par des rebelles du MNLA et du MIA. Non loin de là, les armées françaises et tchadiennes, alliées aux rebelles contre les jihadistes, sont retranchées dans la zone de l'aéroport. 
Le 26 février, à 19 h 30, venu de l'intérieur de la ville, un véhicule Toyota Land Cruiser piégé au TNT se porte à un poste de contrôle au sud de Kidal, dans le quartier Aliou, tenu par des combattants du MNLA. Arrivé à une dizaine de mètres du poste, le conducteur se fait exploser avec son véhicule alors que des gardes s'apprêtaient à le contrôler,,,.
Selon une source militaire à Gao, l'attentat a été commis à un check-point tenu par le MNLA. Dans son communiqué, le MNLA confirme que ce sont ses combattants qui ont été ciblés. Cependant, Alghabass Ag Intalla, chef du MIA, déclare également que l'explosion a eu lieu à un poste tenu par des hommes de son mouvement à la sortie de la ville.

## Bilan humain
Alghabass Ag Intalla, chef du MIA évoque 4 à 6 morts pour ses combattants.
Selon les sources hospitalières, l'explosion a provoqué la mort de 7 personnes, dont le kamikaze et 6 combattants et fait 11 blessés.
Dans le communiqué officiel du MNLA, publié par Mossa Ag Attaher, 7 combattants du mouvement ont été tués et plusieurs blessés. 
Un pick-up équipé d'une mitrailleuse est également détruit.
Les corps sont enterrés le lendemain matin dans une fosse commune.

## Revendication
Par la suite, l'attaque est revendiquée par le MUJAO, sans donner plus de détails,.